# Josep Moré i Bonet
Josep Moré i Bonet (L'Ametlla del Vallès, 29 de gener de 1953) és un exfutbolista i entrenador català. És pare del també futbolista Xavier Moré Roca, qui el faria debutar a primera divisió quan exerceix com a entrenador del Reial Valladolid.
Com a jugador ocupa la posició de migcampista. Comença a destacar a les files del Barcelona Atlètic, el filial del FC Barcelona, que per aquella època milita a la Segona Divisió espanyola. Després de dues campanyes titular, no aconsegueix fer el salt al primer equip i fitxa pel Reial Valladolid, també a la categoria d'argent. En l'equip castellanolleonès esdevé un dels futbolistes més destacats de finals dels anys 70 i la dècada dels 80, tot sumant 374 partits i 48 gols amb els blanc-i-violetes. Amb Moré, el Valladolid puja a Primera el 1980, i guanya la Copa de la Lliga espanyola el 1984, únic títol oficial del club.
Al penjar les botes, el català continua vinculat al Valladolid, com a tècnic de categories inferiors. Se'n fa càrrec del filial, però de tant en tant és ascendit al primer equip per substituir un cessament: ocòrre a la 89/90, la temporada 93/94, la temporada 94/95 i la temporada 00/01, totes elles a Primera. Finalment, a l'estiu de 2001 es consolida a la banqueta del conjunt pucelà. Passa dues campanyes al Valladolid.
Posteriorment, entrena al CD Tenerife i al CE Castelló, ambdós a Segona Divisió.